# Ola Wallin
Ola Joakim Wallin, född 10 mars 1965 i Karlstad, är en svensk förläggare och översättare.
Tillsammans med Anna Bengtsson grundade Ola Wallin 1994 förlaget Ersatz, ett allmänutgivande bokförlag som främst ger ut översatt litteratur från framför allt ryska och tyska, men även från andra språk. Till förlaget hör även imprintet Coltso, som ger ut genrelitteratur från företrädesvis Sverige och Ryssland, men även bland annat Polen och Tyskland.
Som översättare har Ola Wallin främst översatt skönlitteratur från ryska och tyska. Översättningarna från ryska har bland annat rört Varlam Sjalamov, Dmitrij Gluchovskij, Arkadij Babtjenko, Arkadij och Boris Strugatskij, Marina Tsvetajeva och Lidia Tjukovskaja (Anteckningar om Anna Achmatova). Från tyska har han översatt bland andra Elfriede Jelinek, Franz Werfel och Volker Kutscher (Babylon Berlin).
Från franska har han översatt Léo Malets 120, rue de la Gare, som har utsetts till en av 2019 års bästa utländska deckare.

## Översättningar i urval
- Boris Pasternak/Rainer Maria Rilke/Marina Tsvetajeva: Korrespondens 1926 (Ersatz 1996)

- Marina Tsvetajeva: Poeten och tiden. Litterära essäer (Ersatz 1997)

- Julia Juzik: Allahs svarta änkor (Ersatz 2005)

- Ruben Gallego: Vitt på svart (Ersatz 2005)

- Arkadij Babtjenko: Krigets färger (Ersatz 2007)

- Elfriede Jelinek: Michael. En ungdomsbok för det infantila samhället (tillsammans med Anna Bengtsson, Ersatz 2007)

- Vladimir Kaminer:  Militärmusik (Ersatz 2007)

- Arkadij Babtjenko: Bilder av ett litet krig (tillsammans med Maxim Grigoriev, Ersatz 2009)

- Dmitrij Gluchovskij: Metro 2033 (Ersatz 2009)

- Dmitrij Gluchovskij: Metro 2034 (Coltso 2011)

- Byung-Chul Han: Trötthetssamhället (Ersatz 2013)

- Byung-Chul Han: I svärmen. Tankar om det digitala (Ersatz 2014)

- Michail Chodorkovskij: Mina medfångar (Ersatz 2015)

- Lidia Tjukovskaja: Anteckningar om Anna Achmatova (Ersatz 2015)

- Franz Werfel: En kvinnas blekblå handskrift (Ersatz 2016)

- Dmitrij Gluchovskij: Metro 2035 (Coltso 2017)

- Varlam Sjalamov: Genom snön (Ersatz 2018)

- Volker Kutscher: Den våta fisken (Ersatz 2018)

- Léo Malet: 120, Gare de Lyon (Ersatz 2019)

- Arkadij och Boris Strugatskij: Picknick längs vägkanten (Ersatz 2019)

- Volker Kutscher: Den stumma döden (Ersatz 2019)

- Arkadij och Boris Strugatskij: En miljard år före världens slut (Ersatz 2020)

- Friedrich Dürrenmatt: Domaren och hans bödel (Ersatz 2020)

- Ljudmila Ulitskaja: Daniel Stein, tolk (Ersatz 2021)

## Priser och utmärkelser
- 2017 – Stiftelsen Natur & Kulturs översättarpris[5]
- 2018 – Elsa Swenson-stipendiet[6]
- 2019 – Albert Bonniers 100-årsminne[7]